# Peloponez, Grecja Zachodnia i Wyspy Jońskie
Administracja Peloponez, Grecja Zachodnia i Wyspy Jońskie (nwgr.: Αποκεντρωμένη Διοίκηση Πελοποννήσου, Δυτικής Ελλάδας και Ιονίου) – jedna z 7 jednostek administracyjnych Grecji, wprowadzona 1 stycznia 2011.
W skład administracji Peloponez, Grecja Zachodnia i Wyspy Jońskie wchodzą: region Peloponez, region Grecja Zachodnia oraz region Wyspy Jońskie.